# Dale Alexander
Dale Alexander, född 28 april 1949, är en amerikansk friidrottare som tävlade i kortdistanslöpning.

## Karriär
Vid panamerikanska spelen 1971 i Cali var Alexander en del av USA:s stafettlag tillsammans med Fred Newhouse, Tommy Turner och John Smith som tog guld på 4×400 meter.